# مخلوط-ته‌نشین‌کن

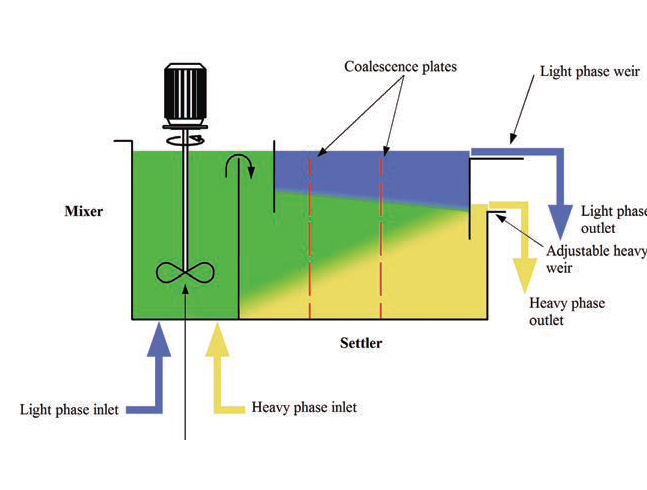
شمایی از فرایند مخلوط -تهنشین‌کن

مخلوط -تهنشین‌کن(به انگلیسی: Mixer-settler) گونه‌ای از فرایندها در صنایع شیمیایی است که از تعدادی مخلوط‌کن و ته‌نشین‌کن که با آرایش خاصی در امتداد هم قرار می‌گیرند تشکیل شده‌است و نوعی سامانۀ استخراج با حلال تشکیل می‌دهند.